# Sultabborrtjärnen, Medelpad
Sultabborrtjärnen är en sjö i Ånge kommun i Medelpad och ingår i Ljungans huvudavrinningsområde.